# 1625 a tudományban
Az 1625. év a tudományban és a technikában.

## Születések
- június 8. – Giovanni Domenico Cassini csillagász († 1712)
- június 10. – Apáczai Csere János magyar pedagógus, polihisztor († 1659)